# برانکو بولیویتس
برانکو بولیویتس (کرواتی: Branko Buljevic؛ زادهٔ ۶ سپتامبر ۱۹۴۷) بازیکن فوتبال کروات‌تبار اهل استرالیا بود.
از باشگاه‌هایی که در آن بازی کرده‌است می‌توان به باشگاه فوتبال بئوگراد اشاره کرد.
وی عضو تیم ملی فوتبال استرالیا در جام جهانی فوتبال ۱۹۷۴ بوده‌است.